# Selaginella xipholepis
Selaginella xipholepis är en mosslummerväxtart som beskrevs av Bak.. Selaginella xipholepis ingår i släktet mosslumrar, och familjen mosslummerväxter. Inga underarter finns listade i Catalogue of Life.